# Opel Twin
 (décembre 2024).
 (octobre 2024).

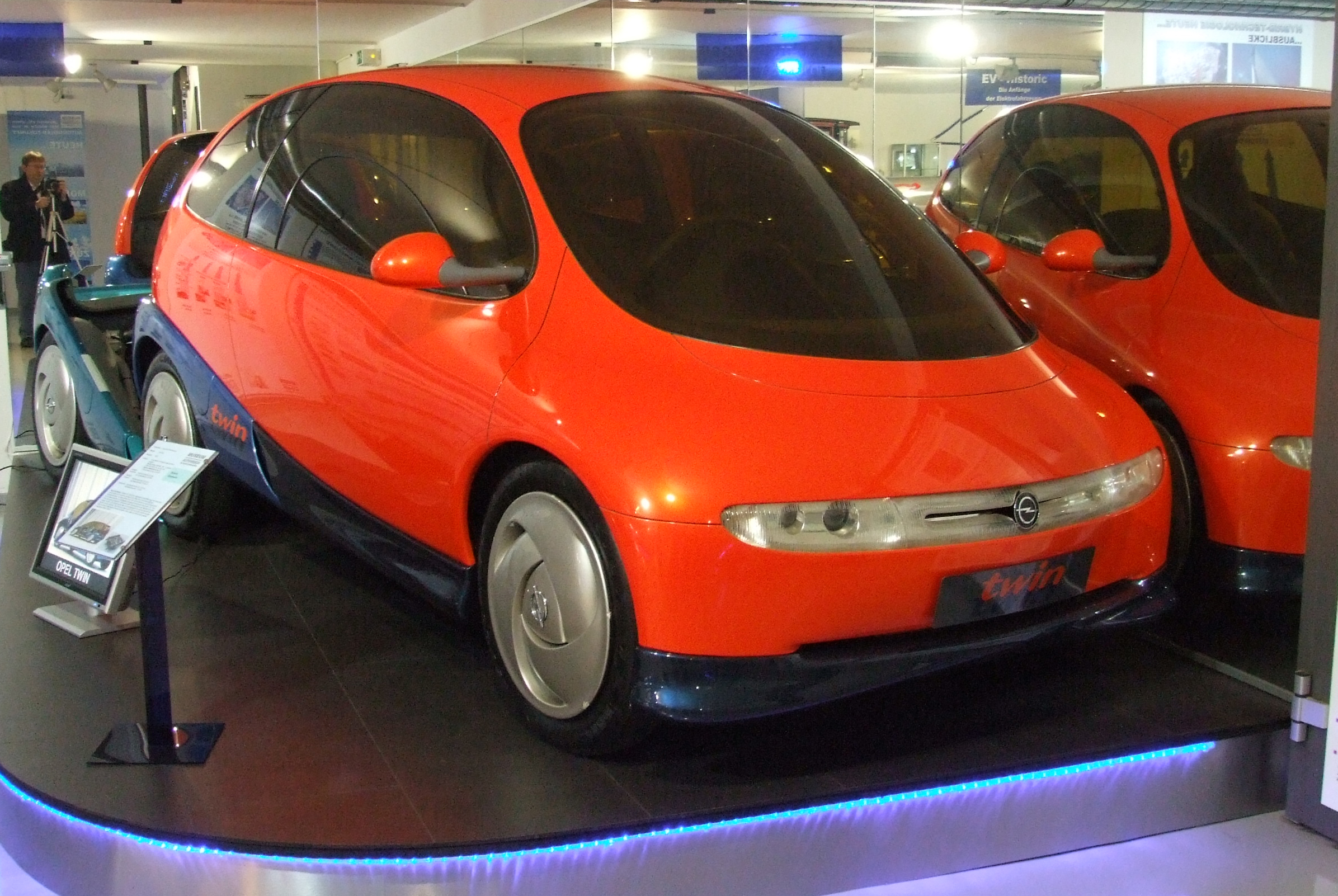
Opel Twin de 1992, le métamorphe : une voiture électrique et une voiture à moteur thermique.

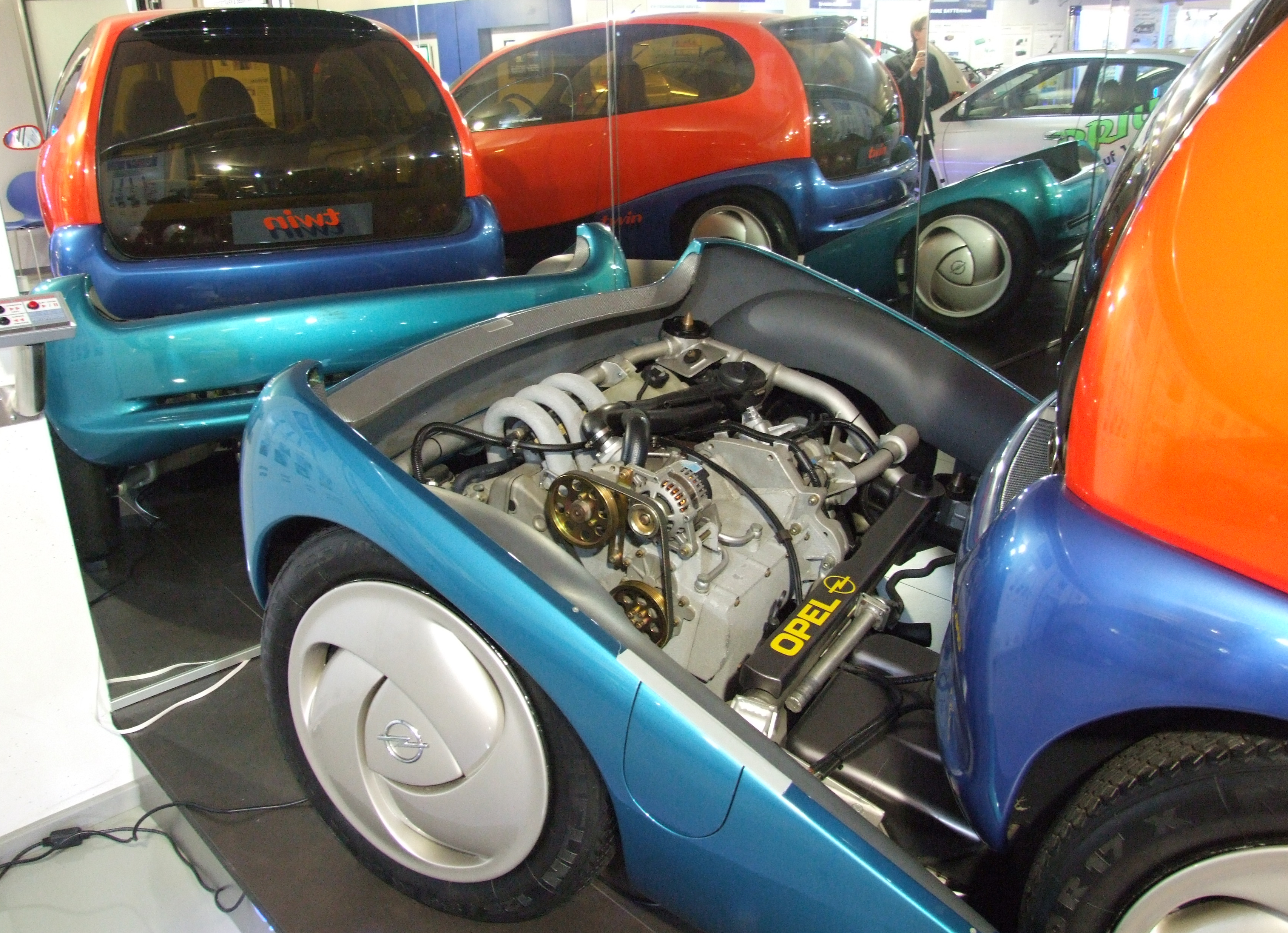
A changer : le module moteur thermique avec moteur essence, la transmission, le réservoir de carburant, le train arrière et les roues arrière.

L’Opel Twin est un prototype de voiture électrique d’Opel présenté à Genève en 1992, dans lequel l’unité d’entraînement, la batterie et le moteur électrique pour les longues distances peuvent être remplacés par un module d’entraînement avec un moteur 3 cylindres conventionnel à combustion interne. En plus du moteur respectif et du stockage d’énergie nécessaire, le module de remplacement comprend également l’essieu arrière et les roues arrière.
Dans la version électrique, la quatre places (1+3) est propulsée par deux moteurs de 10 kW chacun (soit 20 kW) dans les moyeux de roue, qui permettent à la voiture d’atteindre une vitesse de pointe de 120 km/h. Avec les batteries d’une capacité de charge de 29 kWh, l’autonomie est de 200 km. Avec l’unité moteur à combustion, le moteur essence de 800 centimètres cubes produit 25 kW (34 ch) et, avec le réservoir de 20 litres, elle atteint une autonomie de plus de 500 km avec une consommation de 3,5 litres aux 100 km.
Opel n’a pas seulement présenté ce prototype, mais a également tenté de connaître l’opinion des clients sur ce concept : lors du lancement du magazine client, il a été demandé aux lecteurs via une carte postale jointe (et un questionnaire à choix multiples) de dire ce qu’ils pensaient de ce concept. Des bons de voyage allant de 500 Deutsche Mark à 1 500 Deutsche Mark ont été offerts. Il y avait huit questions auxquelles il fallait répondre, telles que : « Quelle devrait être l’autonomie de la batterie ? », où : « À quelle vitesse la batterie doit-elle être rechargée ? »